# Nigramma dorsifascia
Nigramma dorsifascia là một loài bướm đêm trong họ Noctuidae.